# Selezione femminile di pallavolo di Gibilterra
La selezione femminile di pallavolo di Gibilterra è una squadra europea composta dalle migliori giocatrici di pallavolo di Gibilterra ed è posta sotto l'egida della Federazione pallavolista di Gibilterra.

## Storia
La nazionale di Gibilterra non ha mai partecipato ad alcuna competizione.
Con l'avvio del campionato europeo dei piccoli stati ha partecipato una sola volta alle qualificazioni per il campionato 2007, chiudendo però ultima nel suo girone e non trovando quindi la qualificazione.
Non ha il diritto di partecipazione ai Giochi dei piccoli stati d'Europa.

## Partecipazioni e posizionamenti
La selezione femminile di pallavolo di Gibilterra non si è mai qualificata ad alcuna competizione.